# Kombinációs hálózat
Számos digitális elektronikai alkalmazás esetén olyan áramkörre van szükség, amely számos bemenetet és kimenetet tartalmaz, valamint a pillanatnyi bemenetek egyértelműen meghatározzák az aktuális kimenetet. Ezeket az áramköröket kombinációs hálózatoknak nevezik. Nem minden áramkör rendelkezik ezzel a tulajdonsággal. Például olyan áramkörök, amelyek memóriaelemeket is tartalmaznak, olyan kimenetet is adhatnak, amik a bemeneti változókon kívül a memória tartalmától is függenek.

## Multiplexerek
A digitális logika szintjén a multiplexer egy áramkör 2n adatinputtal, egy adatoutputtal és n kontrollinputtal, amely kiválasztja az egyik adatinputot. A kiválasztott adatinputot "elkapuzza" (odairányítja) az outputhoz. A következő ábra egy sematikus diagramja egy 8 inputú multiplexernek. A három kontrollsor, A, B és C kódol egy 3 bites számot, mely meghatározza, hogy a 8 inputsor melyikét kapuzza el a VAGY kapuba és így az outputhoz. Nem számít, hogy milyen érték van a kontrollsoron, az ÉS kapuk közül 7 mindig 0-t fog kiadni; a másik vagy 0-t vagy 1-et ad a kiválasztott inputsor értékétől függően. Minden ÉS kaput a kontrollinputok egy különböző kombinációja tesz lehetővé. A multiplexer áramkört az ábra mutatja. Amikor áramot és földet adnak hozzá, egy 14 lábú tokba tokozható.

## Dekóderek
Az olyan áramkört, amely n bites számot vesz inputként, és ezt arra használja, hogy kiválassza (azaz 1-re állítsa) a 2n outputsorok pontosan egyikét, dekódernek nevezzük.
Hogy lássuk, hogy egy dekóder mikor lehet hasznos, képzeljünk el egy 8 chipből álló memóriát, melynek mindegyike 1 MB-ot tartalmaz. Az 1-es chip a 0-t az 1 MB-ot irányítja, a 2-es chip az 1 MB-ot 2 MB-ra, és így tovább. Amikor egy irányítás megjelenik a memóriában, akkor a magas 3 biteket használja fel a 8 chip egyikének kiválasztására.

## Komparátorok
A komparátor két inputszót hasonlít össze.
A fenti ábra egyszerű komparátora két inputot használ, A-t és B-t, mindkettő 4 bit hosszúságú, és 1-et ad, ha ezek egyenlők, és 0-t, ha nem egyenlők. Az áramkör a XOR kapura épül, mely egy 0-t ad ki, ha az inputok egyenlők és 1-et, ha nem egyenlők. Ha a két inputszó egyenlő, mind a négy XOR kapunak 0-t kell kiadnia. Ez a négy jel aztán összeVAGYolható; ha az eredmény 0, akkor az inputszavak egyenlők, különben nem.